# Nicolae Lupescu
Nicolae Lupescu (Bucareste, 17 de dezembro de 1940 – Bucareste, 6 de setembro de 2017) foi um treinador e futebolista romeno.
Como futebolista atuou na posição de zagueiro pelos clubes romenos Flacăra Roşie, Olympia Bucareste, Rapid Bucareste e pelo austríaco Admira Wacker.
Pela Seleção Romena competiu na Copa do Mundo FIFA de 1970.
Pai do também futebolista Ioan Lupescu, faleceu em 6 de setembro de 2017 aos 76 anos.

## Títulos

### Clube
Rapid Bucareste
- Campeonato Romeno: 1966/67
- Copa da Roménia: 1971/72
- Taça dos Balkans: 1963/64 e 1965/66